# Атомна теплоелектроцентраль
Атомна теплоелектроцентраль — атомна електростанція, призначена для виробництва електричної енергії та тепла у вигляді пари та гарячої води.
На початку 1980-х років Радянський Союз почав планувати атомні електростанції з відбором тепла, які мали забезпечити централізоване теплопостачання великих міст. Окрім Одеської АТЕЦ, планувалися інші проекти в Мінську, Харкові та Волгограді, заплановані Міністерством енергетики та електрифікації. Плани були представлені світові на Генеральній конференції МАГАТЕ в 1981 році.

## Росія
Нині у Росії діють дві невеликі атомні теплоелектроцентралі: ПАТЕС та Білібінська АЕС — обидві на Чукотці. На початку 2000-х планувалося створення атомної теплоелектроцентралі в Рикасисі (Приморський район Архангельської області) для забезпечення теплом та електроенергією Архангельська, Сєверодвінська та Новодвінська, але ці плани не здійснилися.
У довгостроковій перспективі атомні теплоенергоджерела мають зайняти провідне місце у тепло- та електрифікації великих міст, розташованих у північних регіонах.
Крім спеціалізованих АТЕЦ, деякі атомні електростанції можуть відігравати певну роль теплопостачання. Наприклад, Ленінградська АЕС і Білоярська АЕС крім вироблення електрики також забезпечують низькопотенційним теплом і гарячою водою навколишні населені пункти.

## Україна
За радянських часів в Україні планувалося будівництво чотирьох АТЕЦ — Харківської, Одеської, Новоазовської та Київської. В частині випадків роботи були розпочаті лише частково, здебільшого супровідні підготовчі будівельні роботи, щодо інших взагалі не починали практичну реалізацію.
Станом на квітень 2024 року всі діючі атомні електростанції України забезпечують теплом свої міста-супутники в опалювальний період.